# Telikały
Telikały (prononciation : [tɛliˈkawɨ]) est un village polonais de la gmina de Księżpol dans le powiat de Biłgoraj de la voïvodie de Lublin dans l'est de la Pologne.

## Histoire
De 1975 à 1998, le village est attaché administrativement à la voïvodie de Zamość.

Depuis 1999, il fait partie de la voïvodie de Lublin.